# Аветян, Арташес Ваганович
Арташес Ваганович Аветян (арм. Արտաշես Ավետյան; род. 14 августа 1942 года) — армянский певец и музыкант иранского происхождения, фольклорист. Заслуженный артист Армянской ССР.

## Биография
Аветян родился в Тегеране, Иран. В молодом возрасте играл в футбол в тегеранской команде «Тадж» (позже известной как «Эстегляль»). В возрасте 14 лет научился играть на гитаре с помощью немецкого музыканта Эрвина Мора. В школьные годы часто гастролировал по иранским городам, играя в музыкальной группе. Его педагогом по пению был тенор Арам Саркисян, который пел в своё время с Фёдором Шаляпиным.
В 1963 году семья Арташеса переехала в Ереван, в Советскую Армению. В течение 23 лет Аветян был солистом Симфонического оркестра радио и телевидения Армении под управлением Мелика Мависакаляна. В течение 5 лет Аветян выступал с Государственным эстрадным оркестром Армении, которым руководил Народный артист Советского Союза и Армянской ССР — Константин Орбелян.
Аветян записал около 250 песен, в том числе: «Сирун ахчик айастани» («Красивая армянская девушка»); «Ов сирун сирун» («О, прекрасная прекрасная»); «Yeh Negah» («Один взгляд»), «Случайность» и «Ереван». Он пел не только на армянском, но и на русском и фарси.
Был женат на армянской певице Лоле Хомянц. Пара выступала дуэтом до развода в 1990 году. Позже в том же году Аветян переехал в Соединённые Штаты, где начал выступать в клубах. Он также занимался книгоизданием со своей второй женой Жулиет Геворкян. Эти книги использовались в армянских школах.